# Malé Hoštice (železniční zastávka)
Malé Hoštice jsou železniční zastávka, která se nachází v jižní části vesnice Malé Hoštice, která je součástí Opavy. Leží v km 26,428 neelektrizované jednokolejné železniční trati Opava východ – Hlučín mezi stanicemi Opava východ a Kravaře ve Slezsku.

## Historie
I když byla trať kolem Velkých Hoštic zprovozněna už v roce 1895, zastávka Malé Hoštice byla otevřena až 3. října 1947.

## Popis zastávky
Zastávkou prochází traťová kolej, u které je zřízeno vnější nástupiště o délce 82 m s nástupní hranou ve výšce 300 mm nad temenem kolejnice. Nástupiště je z větší části u přímého úseku koleje, který má délku 107 m a nachází se mezi dvěma protisměrnými oblouky o poloměru 400 m. Výpravní budova je uzavřena, ale cestujícím je k dispozici zastřešený prostor.
Zastávka leží mezi dvěma železničními přejezdy, které jsou zabezpečeny výstražnými kříži. Směrem ke stanici Opava východ se nachází v km 26,463 přejezd P7870 (ulice Slezská), směrem ke Kravařím ve Slezsku pak v km 26,334 přejezd P7869 (ulice Sportovní).

## Galerie

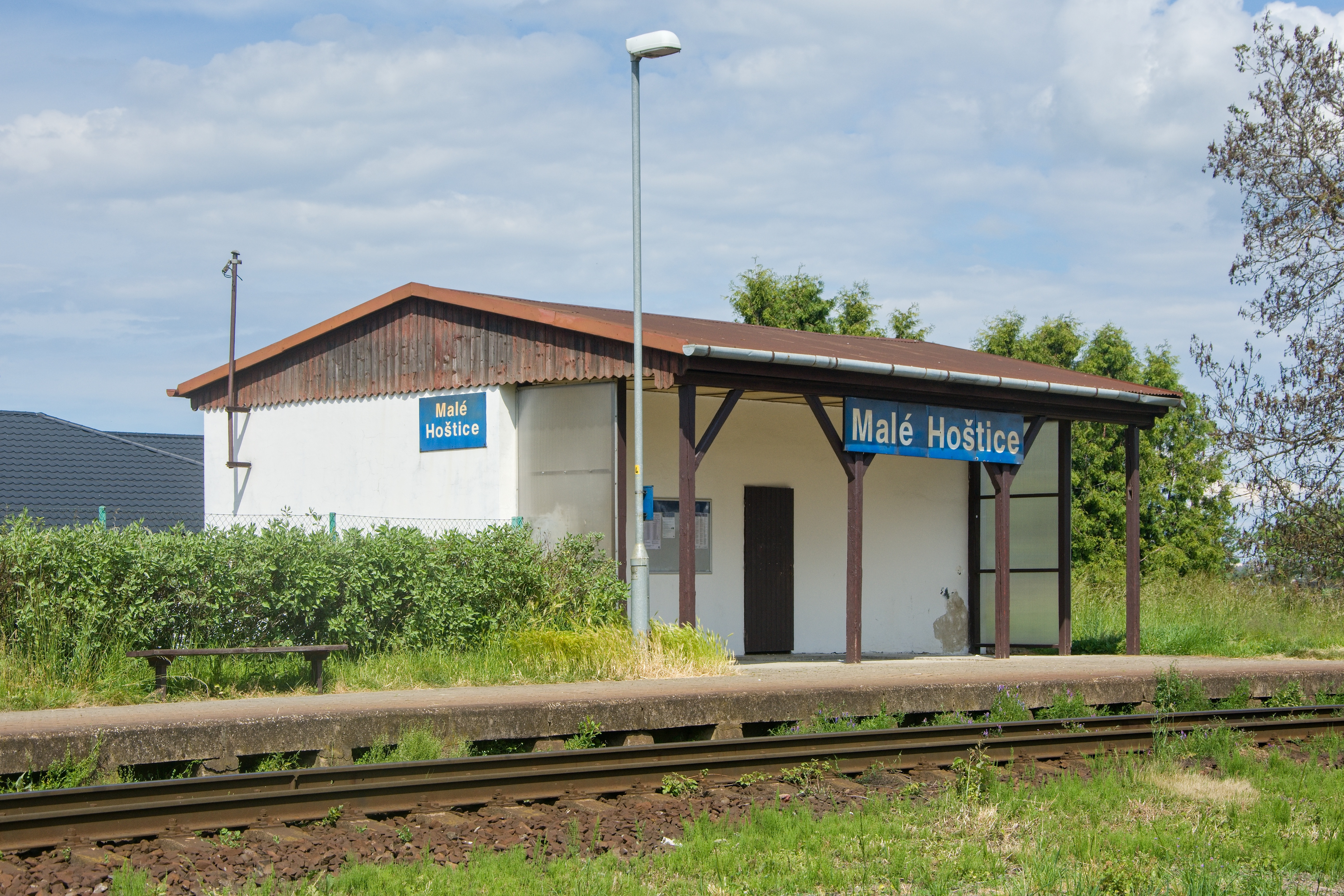
Původní budova zastávky v roce 2024
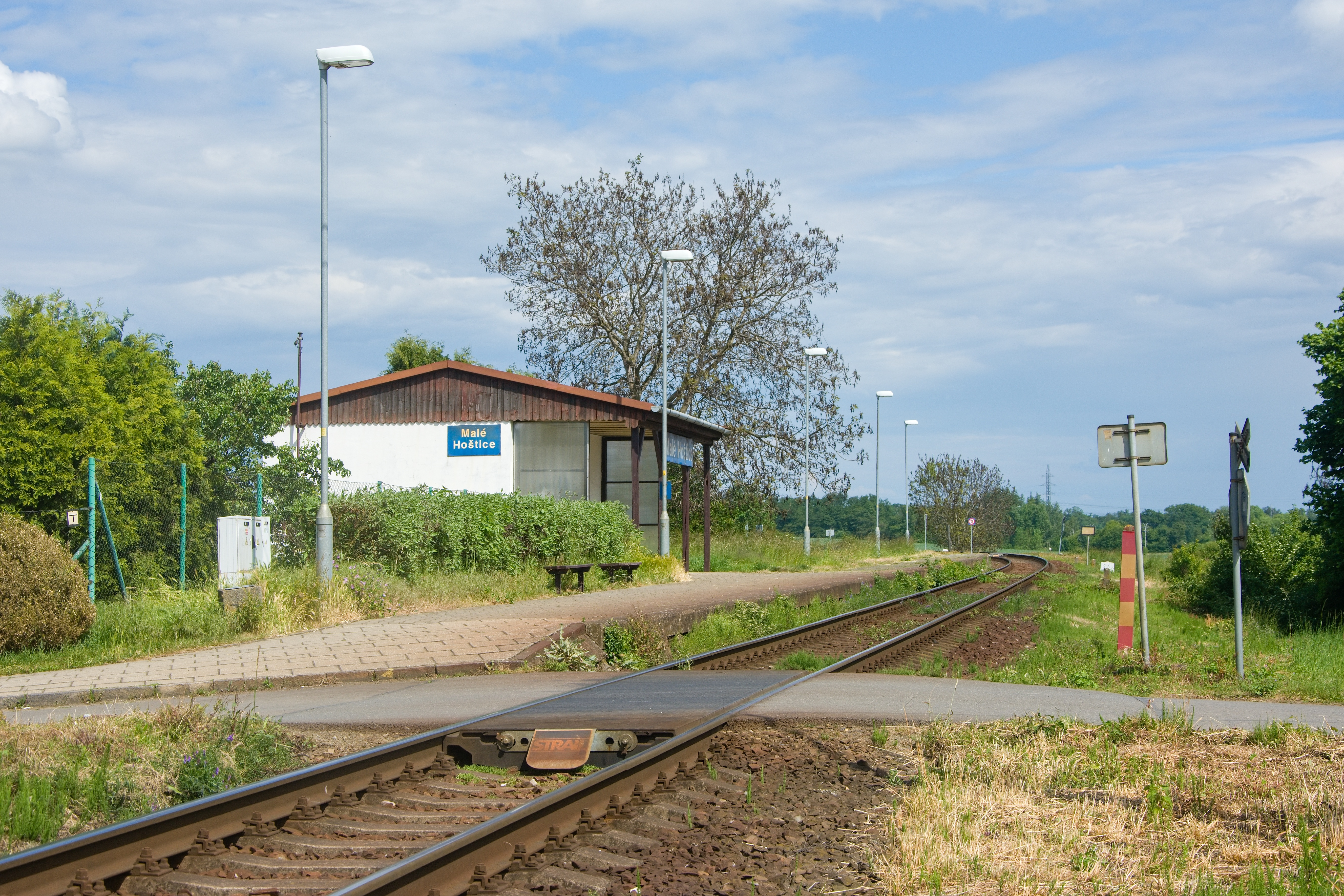
Celkový pohled na zastávku a přejezd P7870